# Ponapépurperspreeuw
De ponapépurperspreeuw (Aplonis pelzelni) is een zeer zeldzame en mogelijk reeds uitgestorven spreeuwensoort. die vroeger een gewone vogel was op een eiland van de de Federale Staten van Micronesia. De vogel werd in 1875 door  Otto Finsch beschreven en kwam uit de collectie van het Hamburgse Museum Godeffroy. Dit deel van de collectie was gered na een schipbreuk waarbij een veel groter deel van de collecties specimens uit Oceanië, verzameld door John Stanislaw Kubary, verloren was gegaan. Deze vogel werd echter niet naar Kubary vernoemd, maar naar de Oostenrijker August von Pelzeln.

## Herkenning
De vogel is gemiddeld 16 cm lang. Het is een onopvallend soort spreeuw. De vogel is overwegend roetkleurig zwartbruin. De stuit en bovenstaartdekveren zijn wat bleker bruin gekleurd. De vogel heeft geen metaalglans in het verenkleed zoals veel andere soorten uit dit geslacht. Het oog is klein en de iris is bruin de poten en snavel zijn zwart.

## Verspreiding en leefgebied
De ponapépurperspreeuw is endemisch op Pohnpei (330 km²), een eiland in Micronesië dat vóór 1990 Ponapé heette. Het leefgebied van deze vogel is of was donker regenwoud op berghellingen boven de 425 m boven de zeespiegel.

## Status
Rond 1930 moet het geen zeldzame vogel zijn geweest, want onderzoekers verzamelden toen binnen drie maanden 60 exemplaren. In 1983 werd de vogel tijdens een onderzoek niet meer aangetroffen. Na meldingen van plaatselijke bewoners werd in juli 1995 een ponapépurperspreeuw verzameld. In 2008 waren er onbevestigde waarnemingen, maar speciale onderzoekteams konden in 2010 en 2012 geen bewijs vinden dat deze vogelsoort nog bestond.
De oorzaken van de verdwijning van deze soort purperspreeuw zijn niet duidelijk. Tussen 1975 en 1995 verdween op dit eiland 60% van het leefgebied (vochtig heuvellandbos). Veel bos is veranderd in landbouwgebied en het overgebleven natuurlijke bos is versnipperd. Verder wordt er veel op vogels gejaagd en zijn er ratten ingevoerd die de eieren en jongen van deze holenbroeders plunderen. Omdat nooit 100% zekerheid bestaat dat de soort echt is uitgestorven, staat de ponapépurperspreeuw als ernstig bedreigd (kritiek) op de Rode Lijst van de IUCN.